# James Matthew Ragen
James Matthew Ragen (* 9. August 1880; † 15. August 1946 in Chicago) war ein US-amerikanischer Geschäftsmann und Mobster irischer Abstammung in Chicago und  Mitgründer – neben seinem Bruder Frank Ragen – der Straßenbande Ragen’s Colts.

## Geschichte

### Ragen’s Colts
Ursprünglich hatten sich die Mitglieder unter Frank Ragen – als Ragen’s Athletic and Benevolent Association – einem Sport- und Wohltätigkeitsverein – zusammengefunden. Die Demokratische Partei von Chicago heuerte die Sportfreunde gerne an, um in die Wahlkämpfe einzugreifen, wie es z. B. die Tammany Hall in New York City mit den dortigen Banden machte.
Während der Alkoholprohibition stieg die Bande auch in den profitablen Alkoholschmuggel ein. Mitglied Ralph Sheldon bildete jedoch seine eigene Bande (Sheldon Gang) und begann die Lieferungen anderer Gruppen zu überfallen. So kam es zu Konflikten mit dem Chicago Outfit unter Al Capone. Letztendlich einigten sich die Beteiligten jedoch und Al Capone heuerte viele Ragen's Colts als Auftragsmörder an. Als sich 1932/33 nach dem Krieg von Castellammare das National Crime Syndicate bildete, wurden die Bande in dieses System der La Cosa Nostra integriert und Mitglieder der Bande wurden zu bekannten Anführern.

### Moses Annenberg
Während und nach der Prohibition hatte James Ragen auch Kontakte zu anderen Gangstern wie Maurice Enright, Walter Stevens und Peter Gentleman und half Moses Annenberg in dessen Zeitungskrieg den Chicago American zu verkaufen.
1927 hatte Annenberg Anteile am Chicago Racing Wire Service und auch die Kontrolle über den Continental Press Racing Rire Service erworben, verkaufte letztere diese aber an Arthur B. „Mickey“ McBride aus Ohio, der zum Mayfield Road Mob in Cleveland gehörte. Mit Hilfe seiner Kumpels Bugsy Siegel, Mickey Cohen und Jack Dragna gelang Gus Greenbaum 1928 im Südwesten die Kontrolle über den Trans-America Race Wire Services (Nachrichtenagenturen für Ergebnisse von Pferderennen). Dieses Monopol wollte Carlos Marcello durch die Übernahme des Continental Press komplettieren. Annenberg war inzwischen auch seitens der Behörden unter Druck geraten und wurde 1939 wegen Steuerhinterziehung verurteilt.
Am 15. November 1939 kaufte Ragan Annenbergs Anteile und geriet nun selbst unter Druck der Mobster Tony Accardo, Murray Humphreys and Jake Guzik, die auch ein Interesse an den Anteilen hatten, aber Ragen weigerte sich.

### Das Ende
Am 24. Juni 1946 wurde Ragen – Auto fahrend auf der State Street – durch Schrotkugeln an Armen und Beinen verletzt. Er wurde in ein naheliegendes Krankenhaus gebracht, wo er am 15. August 1946 eine eidesstattliche Erklärung über den Täter abgab. Er erhielt am selben Tag ein Schlafmittel und verstarb, die Erklärung verschwand spurlos.